# 헤이룽장성 (중화민국)

헤이룽장성의 위치

헤이룽장성(중국어: 黑龍江省, 영어: Heilongjiang Province)은 1912년부터 1949년까지 존재했던 중화민국의 성도는 베이안시이며 면적은 144,950km2이다. 1개 시, 25개 현, 1개 기를 관할했다. 1931년부터 1945년까지는 만주국의 지배를 받았으나,  제2차 세계 대전 종결 직후, 소비에트 연방의 공격으로 인한 일본 제국의 패전과 함께 1945년 8월 18일 만주국은 소련이 점령했다가 1946년 5월 3일 중화민국에 반환된다.